# Wenus paleolityczna

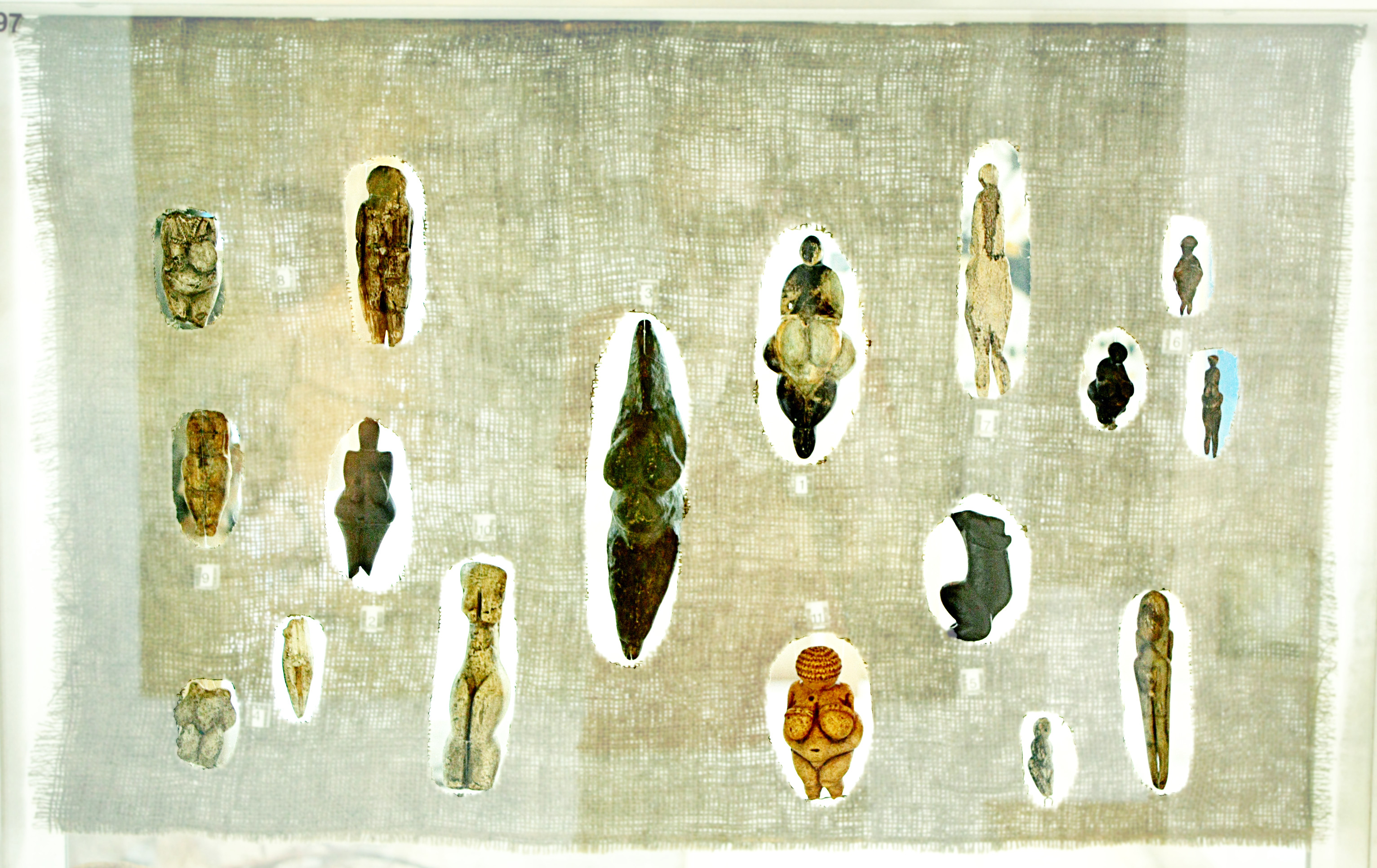
Różne typy Wenus paleolitycznych (ekspozycja w pawilonie Anthropos w Brnie)

Wenus paleolityczna – ogólne określenie niewielkich, kilkunastocentymetrowych posążków kobiecych (względnie męskich lub o niezidentyfikowanej płci), odnajdowanych na stanowiskach archeologicznych od Europy Zachodniej do Syberii (m.in. Willendorf, Galgenberg, Dolní Věstonice, Brassempouy), pochodzących z okresu górnego paleolitu. Niekiedy terminem tym obejmuje się nie tylko figurki, ale też reliefy i wyobrażenia postaci ludzkich ryte w skale lub innych materiałach.

## Pochodzenie terminu
Według przedstawionej przez Randalla White’a analizy badań i interpretacji „Wenus paleolitycznych”, szeroko obecne tak w archeologii, jak i w kulturze masowej, posążki „Wenus paleolitycznych” są często przedmiotem błędnych stereotypów generalizująch. Odnosi się to nie tylko do nich samych, ale też do historycznego i intelektualnego kontekstu używanego dziś spontanicznie określenia „Wenus”, a także innych przydawanych im epitetów, takich jak „bogini” czy „figurka płodności”. Określenia te mają charakter interpretacyjny, który co więcej ukryty jest pod pozorem określeń o charakterze deskryptywnym. Istnieją nawet takie rzeźby określane jako „Wenus paleolityczna”, gdzie nie jest pewna identyfikacja płci przedstawianego obiektu.
Pierwszym odkrytym posążkiem „Wenus paleolitycznej” była odnaleziona ok. 1864 przez Paula Huraulta, markiza de Vibray – Vénus impudique. Jak zauważa Randall White, wydaje się pewne, że posążek ten nazwano właśnie w ten sposób ze względu na skojarzenia ze starożytnością klasyczną oraz ze względu na wdzięczność jego formy artystycznej. Aż do początku XX wieku ogólne określenie „Wenus paleolityczne”, czy też zbliżone terminy, nie było jednak znane. Wyjątkiem jest okazjonalne określenie przez Édouarda Piette’a jako „Wenus z Brassempouy” posążku znanego także jako La Poire (nie chodzi tu o znalezione wraz z nią popiersie, także znane jako Wenus z Brassempouy). Według White’a to, że Piette użył tu słowa „Wenus”, nie ma jednak żadnego związku z wcześniejszym o kilkadziesiąt lat określeniem „Vénus impudique”: raczej niż do starożytności klasycznej, Piette odwoływał się tu do modnego wtedy w antropologii oraz obecnego szeroko w wyobraźni masowej określenia „Wenus hotentocka” (Vénus hottentote; por. artykuł Saartjie Baartman). Aż do czasów po pierwszej wojnie światowej nie kojarzono zresztą figurek Wenus z pięknem i płodnością, interpretując je raczej w kategoriach rasy (sam Piette różnorodność typów figurek, wśród których występuje tak zatarcie, jak i podkreślenie cech płciowych, widział jako odzwierciedlenie konfliktu rasowego) i, według określenia White’a, „egzotycznych aspektów kobiecej anatomii”.